# Gymnoproctus sculpturatus
Gymnoproctus sculpturatus is een rechtvleugelig insect uit de familie sabelsprinkhanen (Tettigoniidae). De wetenschappelijke naam van deze soort is voor het eerst geldig gepubliceerd in 1990 door Schmidt.